# Meiji-Universität

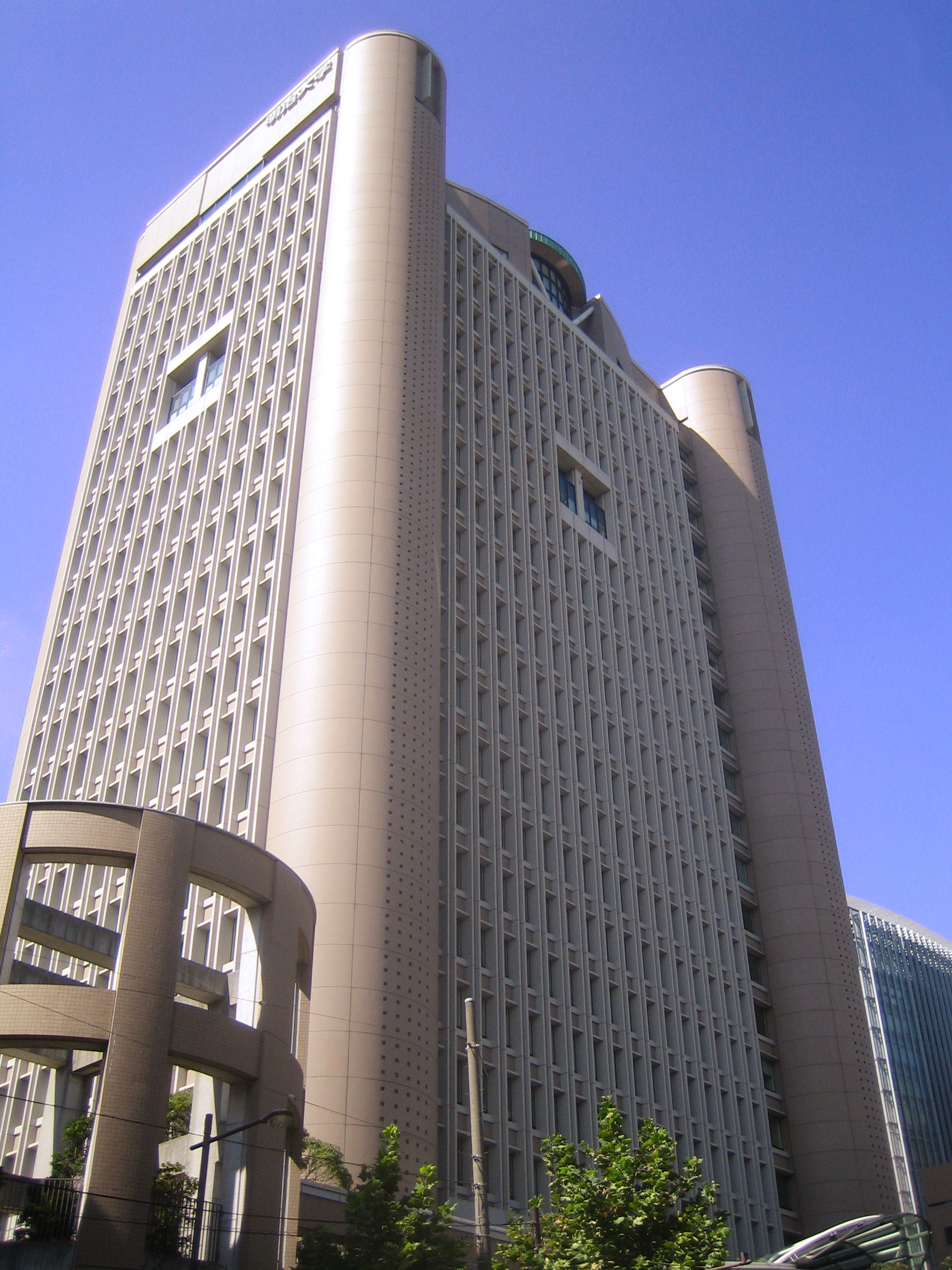
Meiji-Universität (Liberty Tower)

Die Meiji-Universität (japanisch 明治大学, Meiji daigaku, kurz: Meidai (明大)) ist eine der prestigeträchtigsten privaten Universitäten Japans. Sie hat drei Standorte: den Surugadai-Campus in Chiyoda, den Izumi-Campus in Suginami und den Ikuta-Campus in Kawasaki (Kanagawa).
Die Schule wurde in der Meiji-Zeit 1881 von den Juristen Tatsuo Kishimoto, Kozo Miyagi, and Misao Yashiro unter dem Namen Meiji Law School als juristische Fakultät gegründet. Am 1. April 1920 wurde ihr Universitätsstatus anerkannt und sie in Meiji University umbenannt. Große Teile des Campus wurden während der Bombardierung Tokios im Zweiten Weltkrieg zerstört.
Meijis Filmakademie zählt die Regisseure Takeshi Kitano und Kihachi Okamoto sowie den Schauspieler Ken Takakura zu ihren Absolventen. Einige berühmte Politiker wie die ehemaligen Premierminister Takeo Miki und Tomiichi Murayama sind ebenfalls ehemalige Studenten von Meiji.

## Bekannte Absolventen
Politiker:
- Lue I Wen (1897–1948?), Kaiserreich Mandschuko, Minister und Botschafter in Deutschland (1938–1945)
- Takeo Miki (1907–1988), japanischer Premierminister 1974–1976
- Asukata Ichio (1915–1990), japanischer Politiker (SPJ)
- Tomiichi Murayama (* 1924), japanischer Premierminister 1994–1996
- Tatsuji Fuse, Koreanischer Unabhängigkeitskämpfer
- Fusako Shigenobu (* 1945), Führerin der linksradikalen Japanischen Roten Armee

Filmschaffende:
- Hideo Gosya, Filmregisseur
- Yūzō Kawashima (1918–1963), Filmregisseur
- Takeshi Kitano (* 1947), Filmregisseur
- Akira Kobayashi, Schauspieler
- Toshiyuki Nishida, Schauspieler
- Kihachi Okamoto (1923–2005), Filmregisseur
- Kiyoshi Sasabe, Filmregisseur
- Tetsuo Shinohara, Filmregisseur
- Ken Takakura (1931–2014), Schauspieler
- Eijiro Tono, Schauspieler

Künstler und Sportler:
- Morio Agata, Sänger
- Syu Hiraide, Autor und Rechtsanwalt
- Senichi Hoshino (1947–2018), Baseballspieler und Sportmanager
- Kensuke Isizu, Modedesignerin
- Sachio Ito (1864–1913), Autor
- Kaiji Kawaguchi (* 1948), Mangaka
- Son Kitei (1912–2002), Marathonläufer, Olympiasieger
- Kan Kikuchi (1888–1948), Autor
- Masao Koga (1904–1978), Komponist
- Kazufumi Miyazawa, Komponist und Sänger
- Yuzo Takada (* 1963), Mangaka
- Toshio Sakai, Fotograf und Pulitzer-Preisträger
- Naomi Uemura, Bergsteiger und Abenteurer
- Tatsuro Yamashita, Komponist und Sänger
- Keiichirō Koyama, Sänger der Gruppe NEWS
- Tomohisa Yamashita (* 1985), Sänger der Gruppe NEWS
- Keiko Kitagawa (* 1986), Schauspielerin und Model
- Yūto Nagatomo (* 1986),  japanischer Fußballspieler
- Chiaki Tomita (* 1993), Ruderin